# Підводні човни типу «Аурор»
| Підводні човни типу «Аурор»                                       | Підводні човни типу «Аурор»                                                                                | Підводні човни типу «Аурор»                                                                                |
| ----------------------------------------------------------------- | --- | --- |
| Classe Aurore                                                     | | |
|                                                                   | | |
| Схема підводного човна типу «Аурор»                               | | |
| Верф                                                              | Arsenal de Cherbourg, Arsenal de Brest                                                                     | Arsenal de Cherbourg, Arsenal de Brest                                                                     |
| Під прапором                                                      | Франція · Режим Віші · Третій Рейх                                                                         | Франція · Режим Віші · Третій Рейх                                                                         |
| Належність                                                        | Військово-морські сили Франції · Режим Віші                                                                | Військово-морські сили Франції · Режим Віші                                                                |
| Порт приписки                                                     | Тулон, Гавр, Нант                                                                                          | Тулон, Гавр, Нант                                                                                          |
| Замовлення                                                        | 15 | 15 |
| Закладений                                                        | 15 | 15 |
| Спуск на воду                                                     | 7 | 7 |
| Введений до складу флоту                                          | 7 | 7 |
| На службі                                                         | 1939 — 1962                                                                                                | 1939 — 1962                                                                                                |
| Бойовий досвід                                                    | Друга світова війна                                                                                        | Друга світова війна                                                                                        |
| Проєкт                                                            | | |
| Тип ПЧ                                                            | прибережні підводні човни                                                                                  | прибережні підводні човни                                                                                  |
| Попередній проєкт                                                 | типу «Мінерв»                                                                                              | типу «Мінерв»                                                                                              |
| Наступний проєкт                                                  | типу «Сафір»                                                                                               | типу «Сафір»                                                                                               |
| Основні характеристики                                            | | |
| Швидкість (надводна)                                              | 15,5 вузлів (28,7 км/год)                                                                                  | 15,5 вузлів (28,7 км/год)                                                                                  |
| Швидкість (підводна)                                              | 9,3 вузлів (17,2 км/год)                                                                                   | 9,3 вузлів (17,2 км/год)                                                                                   |
| Гранична глибина занурення                                        | 100 м | 100 м |
| Дальність плавання                                                | 5 600 миль (10 400 км) на швидкості 10 вузлів (надводна) 80 миль (150 км) на швидкості 5 вузлів (підводна) | 5 600 миль (10 400 км) на швидкості 10 вузлів (надводна) 80 миль (150 км) на швидкості 5 вузлів (підводна) |
| Екіпаж                                                            | 44 офіцери та матроси                                                                                      | 44 офіцери та матроси                                                                                      |
| Розміри                                                           | | |
| Довжина найбільша (по КВЛ)                                        | 73,5 м | 73,5 м |
| Ширина корпусу найб.                                              | 6,5 м | 6,5 м |
| Середня осадка (по КВЛ)                                           | 4,20 м | 4,20 м |
| Водотоннажність надводна                                          | 893 тонни                                                                                                  | 893 тонни                                                                                                  |
| Водотоннажність підводна                                          | 1170 тонн                                                                                                  | 1170 тонн                                                                                                  |
| Силова установка                                                  | | |
| Дизель-електрична: 2 × дизельні двигуни Sulzer 2 × електродвигуни | | |
| Гвинти                                                            | 2 | 2 |
| Потужність                                                        | 2 × 1500 к.с. (дизелі) 2 × 700 к. с. (електродвигуни)                                                      | 2 × 1500 к.с. (дизелі) 2 × 700 к. с. (електродвигуни)                                                      |
| Озброєння                                                         | | |
| Артилерія                                                         | 1 × 100-мм гармата                                                                                         | 1 × 100-мм гармата                                                                                         |
| Торпедно- мінне озброєння                                         | 9 × 550-мм торпедних апаратів                                                                              | 9 × 550-мм торпедних апаратів                                                                              |
| ППО                                                               | 1 × 13,2-мм великокаліберний кулемет M1929                                                                 | 1 × 13,2-мм великокаліберний кулемет M1929                                                                 |

Підводні човни типу «Аурор» (фр. Classe Aurore) — серія французьких прибережних підводних човнів, побудованих французькими суднобудівельними компаніями з 1935 до 1940 року. Загалом замовлялося 15 човнів цього типу. Прототип — «Аурор» — був замовлений у 1934 році, наступні чотири — у 1937 році, ще чотири — у 1938 році, два — у 1938 році, а останні чотири — пізніше. Деякі з кораблів були захоплені нацистською Німеччиною після поразки Франції у Західній кампанії 1940 року, більшість із них у недобудованому стані; два були передані до складу німецького флоту, «Африкан» став UF-1, а «Фаворі» став UF-2, але лише перший був завершений під час Другої світової війни, другий повернувся під контроль Франції, але не був остаточно завершений.
П'ять підводних човнів, «Андромеде», «Астрі», «Африкан», «Артеміс» і «Креол», були закінчені після війни й прийняті до складу ВМС Франції, де служили до 1960-х років.

## Підводні човни типу «Аурор»
Позначення
| № | Корабель    | На честь (або переклад з французької) | Бортовий номер | Верф                                                    | Закладено         | Спущено           | У строю         | Статус |
| - | ----------- | ------------------------------------- | -------------- | ------------------------------------------------------- | ----------------- | ----------------- | --------------- | --- |
| 1 | «Аурор»     | Аврора                                | Q192           | Arsenal de Toulon, Тулон                                | 1 вересня 1936    | 26 липня 1939     | 20 червня 1940  | 27 листопада 1942 року затоплений у Тулоні, щоб запобігти його захопленню німцями. 1946 року розібраний на брухт |
| 2 | «Креол»     | Креоли                                | Q193           | Jacques-Augustin Normand, Гавр                          | грудень 1937      | 8 червня 1940     | 1 квітня 1949   | 14 квітня 1962 року виведений зі складу флоту |
| 3 | «Фаворі»    | Фаворит                               | Q195           | Ateliers et chantiers de la Seine-Maritime, Ле-Тре      | грудень 1937      | вересень 1938     | 12 вересня 1942 | У червні 1940 року недобудований захоплений німецькими військами як трофей. 13 травня 1941 року човен був перейменований на UF-2, проте до кінця війни його будівництво не було завершене. 5 листопада 1942 року прийнятий на озброєння Крігсмаріне. У 1945 році затоплений в Готенгафені                                                                                 |
| 4 | «Африкан»   | Африканець                            | Q196           | Ateliers et chantiers de la Seine-Maritime, Ле-Тре      | 1 вересня 1938    | 7 грудня 1946     | 1 січня 1950    | У червні 1940 року недобудований захоплений німецькими військами як трофей. 13 травня 1941 року човен був перейменований на UF-1, проте до кінця війни його будівництво не було завершене. 7 грудня 1946 року спущений на воду, а в січні 1950 року прийнятий на озброєння ВМС Франції. В 1961 році виведений зі складу флоту. 28 лютого 1963 року розібраний на брухт    |
| 5 | «Астрі»     | Астрея                                | Q200           | Chantiers Dubigeon, Нант                                | 30 листопада 1939 | 4 травня 1946     | 1 січня 1950    | У червні 1940 року недобудований захоплений німецькими військами як трофей. 13 травня 1941 року човен був перейменований на UF-3, проте до кінця війни його будівництво не було завершене. 4 травня 1946 року спущений на воду, а в січні 1950 року прийнятий на озброєння ВМС Франції. В 1962 році виведений зі складу флоту. 27 листопада 1965 року розібраний на брухт |
| 6 | «Андромеде» | Андромеда                             | Q201           | Chantiers Dubigeon, Нант                                | 30 квітня 1940    | 17 листопада 1949 | 15 квітня 1953  | 25 серпня 1965 року розібраний на брухт |
| 7 | «Артеміс»   | Артеміда                              | Q206           | Jacques-Augustin Normand, Гавр/Chantiers Dubigeon, Нант | 12 січня 1940     | 28 липня 1942     | 5 лютого 1954   | 2 листопада 1965 року розібраний на брухт |

- Bayadère (Q194), Antigone (Q202), Andromaque (Q203), Armide (Q207), Hermione (Q211), Gorgone (Q212), Clorinde (Q213) і Cornélie (Q214) — не добудовані через поразку Франції у війні